# We Are What We Are
We Are What We Are è un film del 2013 diretto da Jim Mickle.
È un remake del film messicano del 2010 Siamo quello che mangiamo.

## Trama
I Parker sembrano una famiglia come tante, con la differenza che si nutrono quotidianamente di carne umana. Il padre gestisce un'attività di camping e ha l'hobby di assemblare orologi in un vecchio capannone. La madre è molto religiosa e si occupa dell'educazione dei figli; il piccolo Rory ha paura che ci siano dei mostri nel seminterrato. Le due figlie adolescenti, Rose e Iris, hanno conservato la loro purezza, ma un fatale incidente le costringerà a occuparsi del compito di portare la carne in tavola.